# Hautasaari (ö i Puolango)
Hautasaari är en ö i Finland.  Ordet hautasaari åsyftar att ön har varit begravningsplats. Ön ligger i sjön Suolijärvi och i kommunen Puolango och landskapet  Kajanaland. Öns area är 0,2 hektar och dess största längd är 70 meter i öst-västlig riktning.